# Wolfgang Höher
Wolfgang Paul Höher (* 15. Februar 1914 in Magdeburg; † 25. September 1959 in Leipzig) war ein deutscher Doppelagent, Angehöriger der Allgemeinen SS im Dienstgrad eines SS-Hauptsturmführers, der Geheimen Feldpolizei und der Organisation Gehlen.

## Leben
Höher schlug eine Karriere im Polizeidienst ein. Er trat zum 1. November 1933 in die SS ein, aber Februar 1935 wieder aus, um HJ-Führer zu werden. Zum 2. November 1937 schloss er sich wieder der SS an (SS-Nummer 227.969). Im Zweiten Weltkrieg gehörte er zur Geheimen Feldpolizei und wurde zum 30. Januar 1942 zum SS-Hauptsturmführer (entspricht dem Dienstgrad Hauptmann) befördert.
Nach dem Krieg ging er nach Halle (Saale), wo er 1946 verhaftet und in die Sowjetunion gebracht wurde. Hier wurde er vermutlich als Agent geworben. 1949 wurde Höher nach Deutschland entlassen. Nachdem er kurze Zeit eine Lotto-Annahmestelle in West-Berlin betrieben hatte, wurde Höher im Frühsommer 1950 für die Organisation Gehlen (V-Nr. 2996) verpflichtet. Höher war bei einer Berliner „Untervertretung 2668“ der Karlsruher Generalvertretung L (GV L) der Organisation Gehlen tätig. Politisch engagierte er sich für die FDP.
Am 13. Februar 1953 verschwand er nach einem Treff mit einer Quelle im Westberliner Lokal „Moselstuben“. Der sowjetische MGB, Vorläufer des KGB, zog seinen Agenten Höher ab, indem er eine Entführung inszenierte. Heinz Felfe, zu dieser Zeit ebenfalls Angehöriger der GV L, ermittelte mit seinem Kollegen Emil Augsburg, Deckname „Alberti“, in dem Fall. Während Felfe die Version der Entführung stützte, hielt Alberti einen Verratsfall für möglich.
Im November 1953 trat Höher in den ostdeutschen Medien auf und offenbarte sich. Später verfasste er die Agitationsbroschüre „Agent 2996 enthüllt“.
1958 wurde Höher vom KGB an das Ministerium für Staatssicherheit übergeben. Bis zu seinem Tod 1959 lebte er in Leipzig.

## Schriften
- Agent 2996 enthüllt. Kongress Verlag, Berlin 1954, DNB 574775234 (62 S.).